# Ginuwine

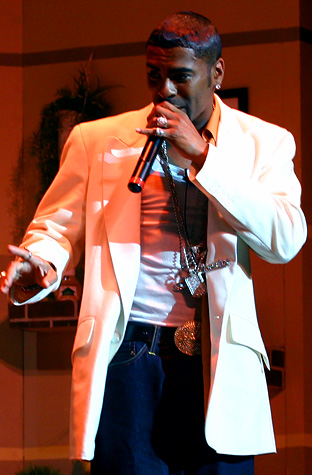
Ginuwine (2007)

Ginuwine (* 15. Oktober 1970 in Washington, D.C.; eigentlich Elgin Baylor Lumpkin) ist ein US-amerikanischer Contemporary-R&B-Sänger. Der bei Epic Records unter Vertrag stehende Ginuwine war vor allem in den USA Anfang der 2000er Jahre einer der erfolgreichsten R&B-Künstler.

## Karriere
Nach seinem College-Abschluss wurde Ginuwine 1996 von der R&B-Gruppe Jodeci entdeckt. Noch im selben Jahr erschien sein Debütalbum Ginuwine … the Bachelor, welches von Timbaland produziert wurde. Auf dieser CD befinden sich die Singles Pony und seine Coverversion des Prince-Klassikers When Doves Cry, die in den deutschen Charts zu seinen erfolgreichsten Titeln avancierten. 1999 veröffentlichte er sein zweites Album 100% Ginuwine, das ebenfalls Timbaland produzierte. Auf dem 2001er Album The Life befindet sich mit Differences, einer Nr. 4 in den US-Billboard-Charts, sein größter Singlehit. 2003 und 2005 folgten die Alben The Senior bzw. Back II Da Basics. Nach einer längeren Pause meldete er sich 2009 mit dem Album A Man’s Thoughts zurück.
Von Oktober bis Dezember 2023 nahm Ginuwine als Husky an der zehnten Staffel der US-amerikanischen Version von The Masked Singer teil, in der er den achten Platz erreichte.

## Diskografie

### Studioalben
| Jahr | Titel                   | Höchstplatzierung, Gesamtwochen, AuszeichnungChartplatzierungen (Jahr, Titel, Platzierungen, Wochen, Auszeichnungen, Anmerkungen) | Höchstplatzierung, Gesamtwochen, AuszeichnungChartplatzierungen (Jahr, Titel, Platzierungen, Wochen, Auszeichnungen, Anmerkungen) | Höchstplatzierung, Gesamtwochen, AuszeichnungChartplatzierungen (Jahr, Titel, Platzierungen, Wochen, Auszeichnungen, Anmerkungen) | Anmerkungen                             |
| Jahr | Titel                   | DE | UK | US | Anmerkungen                             |
| ---- | ----------------------- | --- | --- | --- | --------------------------------------- |
| 1996 | Ginuwine … the Bachelor | DE54 (13 Wo.)DE | UK74 Silber · (2 Wo.)UK | US26 ×2Doppelplatin · (68 Wo.)US                                                                                                  | Erstveröffentlichung: 8. Oktober 1996   |
| 1999 | 100% Ginuwine           | DE40 (4 Wo.)DE | UK42 (2 Wo.)UK | US5 ×2Doppelplatin · (54 Wo.)US                                                                                                   | Erstveröffentlichung: 16. März 1999     |
| 2001 | The Life                | — | — | US3 Platin · (47 Wo.)US | Erstveröffentlichung: 3. April 2001     |
| 2003 | The Senior              | — | — | US6 Gold · (27 Wo.)US | Erstveröffentlichung: 8. April 2003     |
| 2005 | Back II da Basics       | — | — | US12 (9 Wo.)US | Erstveröffentlichung: 15. November 2005 |
| 2009 | A Man’s Thoughts        | — | — | US9 (13 Wo.)US | Erstveröffentlichung: 23. Juni 2009     |
| 2011 | Elgin                   | — | — | US30 (4 Wo.)US | Erstveröffentlichung: 15. Februar 2011  |

### Kompilationen
- 2006: Greatest Hits (UK: Silber)
- 2007: I Apologize
- 2008: Playlist: The Very Best of
- 2011: S.O.U.L.

### Singles als Leadmusiker
| Jahr | Titel Album                                 | Höchstplatzierung, Gesamtwochen, AuszeichnungChartplatzierungen (Jahr, Titel, Album, Platzierungen, Wochen, Auszeichnungen, Anmerkungen) | Höchstplatzierung, Gesamtwochen, AuszeichnungChartplatzierungen (Jahr, Titel, Album, Platzierungen, Wochen, Auszeichnungen, Anmerkungen) | Höchstplatzierung, Gesamtwochen, AuszeichnungChartplatzierungen (Jahr, Titel, Album, Platzierungen, Wochen, Auszeichnungen, Anmerkungen) | Höchstplatzierung, Gesamtwochen, AuszeichnungChartplatzierungen (Jahr, Titel, Album, Platzierungen, Wochen, Auszeichnungen, Anmerkungen) | Anmerkungen                                                             |
| Jahr | Titel Album                                 | DE | CH | UK | US | Anmerkungen                                                             |
| ---- | ------------------------------------------- | --- | --- | --- | --- | ----------------------------------------------------------------------- |
| 1996 | Pony Ginuwine … the Bachelor                | DE22 Gold · (20 Wo.)DE | CH29 (12 Wo.)CH | UK16 ×2Doppelplatin · (7 Wo.)UK | US6 Platin · (27 Wo.)US | Erstveröffentlichung: 20. August 1996                                   |
| 1997 | Tell Me Do U Wanna Ginuwine … the Bachelor  | — | — | UK16 (3 Wo.)UK | — | Erstveröffentlichung: 25. März 1997                                     |
| 1997 | When Doves Cry Ginuwine … the Bachelor      | DE15 (17 Wo.)DE | CH24 (8 Wo.)CH | UK10 (5 Wo.)UK | — | Erstveröffentlichung: 25. Juli 1997                                     |
| 1997 | Holler Ginuwine … the Bachelor              | — | — | UK13 (4 Wo.)UK | — | Erstveröffentlichung: 2. Dezember 1997                                  |
| 1999 | What’s So Different? 100 % Ginuwine         | DE50 (8 Wo.)DE | CH43 (3 Wo.)CH | UK10 (5 Wo.)UK | US49 (19 Wo.)US | Erstveröffentlichung: 16. Februar 1999                                  |
| 1999 | So Anxious 100 % Ginuwine                   | — | — | — | US16 (20 Wo.)US | Erstveröffentlichung: 1. Juni 1999                                      |
| 1999 | None of Ur Friends Business 100 % Ginuwine  | — | — | — | US48 (15 Wo.)US | Erstveröffentlichung: 23. Oktober 1999                                  |
| 1999 | The Best Man I Can Be The Best Man (O.S.T.) | — | — | — | US77 (12 Wo.)US | Erstveröffentlichung: 29. Oktober 1999 feat. Tyrese Gibson, Case & R.L. |
| 2001 | There It Is The Life                        | — | — | — | US66 (10 Wo.)US | Erstveröffentlichung: 9. Januar 2001                                    |
| 2001 | Differences The Life                        | — | — | UK— SilberUK | US4 Gold (Mastertone) · (30 Wo.)US | Erstveröffentlichung: 8. August 2001                                    |
| 2001 | Just Because The Life                       | DE74 (4 Wo.)DE | — | — | — | Erstveröffentlichung: 17. August 2001                                   |
| 2002 | Stingy The Senior                           | — | — | — | US33 (20 Wo.)US | Erstveröffentlichung: 25. Juni 2002                                     |
| 2003 | Hell Yeah The Senior                        | — | — | UK27 (3 Wo.)UK | US17 (20 Wo.)US | Erstveröffentlichung: 14. Januar 2003 feat. Birdman                     |
| 2003 | In Those Jeans The Senior                   | — | — | — | US8 Gold (Mastertone) · (20 Wo.)US | Erstveröffentlichung: Mai 2003                                          |
| 2003 | Love You More The Senior                    | — | — | — | US78 (16 Wo.)US | Erstveröffentlichung: Oktober 2003                                      |
| 2009 | Last Chance A Man’s Thoughts                | — | — | — | US63 (16 Wo.)US | Erstveröffentlichung: März 2009                                         |
| 2010 | Get Involved A Man’s Thoughts               | DE35 (8 Wo.)DE | — | — | — | Erstveröffentlichung: Januar 2010 feat. Missy Elliott & Timbaland       |

Weitere Singles
- 1998: Same Ol’ G

### Singles als Gastmusiker
| Jahr | Titel Album                                    | Höchstplatzierung, Gesamtwochen, AuszeichnungChartplatzierungen (Jahr, Titel, Album, Platzierungen, Wochen, Auszeichnungen, Anmerkungen) | Höchstplatzierung, Gesamtwochen, AuszeichnungChartplatzierungen (Jahr, Titel, Album, Platzierungen, Wochen, Auszeichnungen, Anmerkungen) | Höchstplatzierung, Gesamtwochen, AuszeichnungChartplatzierungen (Jahr, Titel, Album, Platzierungen, Wochen, Auszeichnungen, Anmerkungen) | Höchstplatzierung, Gesamtwochen, AuszeichnungChartplatzierungen (Jahr, Titel, Album, Platzierungen, Wochen, Auszeichnungen, Anmerkungen) | Höchstplatzierung, Gesamtwochen, AuszeichnungChartplatzierungen (Jahr, Titel, Album, Platzierungen, Wochen, Auszeichnungen, Anmerkungen) | Anmerkungen                                                                                    |
| Jahr | Titel Album                                    | DE | AT | CH | UK | US | Anmerkungen                                                                                    |
| ---- | ---------------------------------------------- | --- | --- | --- | --- | --- | ---------------------------------------------------------------------------------------------- |
| 2000 | You Owe Me Nastradamus                         | DE87 (1 Wo.)DE | — | — | — | US59 (16 Wo.)US | Erstveröffentlichung: März 2000 Nas feat. Ginuwine                                             |
| 2001 | Take Away Miss E … So Addictive                | DE96 (2 Wo.)DE | — | — | — | US45 (20 Wo.)US | Erstveröffentlichung: Oktober 2001 Missy Elliott feat. Ginuwine & Tweet                        |
| 2002 | I Need a Girl (Part Two) We Invented the Remix | DE8 (20 Wo.)DE | AT32 (14 Wo.)AT | CH5 Gold · (25 Wo.)CH | UK4 Silber · (16 Wo.)UK | US4 (26 Wo.)US | Erstveröffentlichung: 21. Mai 2002 P. Diddy feat. Ginuwine, Loon, Mario Winans & Tammy Ruggeri |
| 2002 | Crush Tonight Loyalty                          | DE92 (4 Wo.)DE | — | — | UK42 (2 Wo.)UK | US77 (7 Wo.)US | Erstveröffentlichung: 27. August 2002 Fat Joe feat. Ginuwine                                   |
| 2015 | Pony (Jump on It) –                            | — | — | — | UK39 Silber · (2 Wo.)UK | — | Erstveröffentlichung: August 2015 Tough Love feat. Ginuwine                                    |

## Auszeichnungen für Musikverkäufe
| Goldene Schallplatte - Kanada - 1997: für das Album Ginuwine … the Bachelor - Neuseeland - 1997: für die Single When Doves Cry | Platin-Schallplatte - Australien - 1997: für die Single Pony - Dänemark - 2023: für die Single Pony 4× Platin-Schallplatte - Neuseeland - 2024: für die Single Pony |

Anmerkung: Auszeichnungen in Ländern aus den Charttabellen bzw. Chartboxen sind in ebendiesen zu finden.
| Land/RegionAuszeichnungen für Musikverkäufe (Land/Region, Auszeichnungen, Verkäufe, Quellen) | Silber     | Gold     | Platin       | Verkäufe  | Quellen                       |
| -------------------------------------------------------------------------------------------- | ---------- | -------- | ------------ | --------- | ----------------------------- |
| Australien (ARIA)                                                                            | —          | —        | Platin1      | 70.000    | aria.com.au                   |
| Dänemark (IFPI)                                                                              | —          | —        | Platin1      | 90.000    | ifpi.dk                       |
| Deutschland (BVMI)                                                                           | —          | Gold1    | —            | 250.000   | musikindustrie.de             |
| Kanada (MC)                                                                                  | —          | Gold1    | —            | 50.000    | musiccanada.com               |
| Neuseeland (RMNZ)                                                                            | —          | Gold1    | 4× Platin4   | 115.000   | aotearoamusiccharts.co.nz NZ2 |
| Vereinigte Staaten (RIAA)                                                                    | —          | 3× Gold3 | 6× Platin6   | 7.500.000 | riaa.com                      |
| Vereinigtes Königreich (BPI)                                                                 | 4× Silber4 | —        | 2× Platin2   | 1.720.000 | bpi.co.uk                     |
| Insgesamt                                                                                    | 4× Silber4 | 6× Gold6 | 14× Platin14 |           |                               |